# Cerakwi
Cerakwi (gruz. წერაქვი) – wieś w Gruzji, w regionie Dolna Kartlia, w gminie Marneuli. W 2014 roku liczyła 140 mieszkańców.

## Urodzeni
- Micheil Dżawachiszwili